# Marcus Brown
Marcus James Brown (West Memphis, Arkansas, 3 de abril de 1974) es un exbaloncestista estadounidense que llegó a jugar dos temporadas en la NBA, pero pasó la mayor parte de su carrera en Europa. Con 1,93 metros de estatura, jugaba en el puesto de escolta.

## Trayectoria

### Universidad
Jugó cuatro temporadas con los Racers de la Universidad Estatal de Murray (1992–1996).

### Profesional
Fue elegido en la 46ª posición del draft de la NBA de 1996 por los Portland Trail Blazers. 
Jugó una temporada en Portland y luego el comienzo de la 1999-2000 con Detroit Pistons.
Se marchó a Europa y fue clave en clubes como el Unicaja y sobre todo el CSKA de Moscú, donde alcanzó su plenitud como jugador. Después se marchó al Zalgiris de Kaunas, equipo donde siguió demostrando sus grandes cualidades para el baloncesto. 
Más tarde llegaría al Maccabi de Tel Aviv, donde podría volver a competir al máximo nivel en la mejor competición de Europa, al lado de jugadores como Rodney White y Derrick Sharp.

## Logros y reconocimientos
- Campeón de la Liga de Francia con el Pau-Orthez en la temporada 1997-98.
- Campeón de la Liga de Francia con el Limoges en la temporada 1999-2000.
- Campeón de la Copa de Francia con el Limoges en la temporada 1999-2000.
- Campeón de la Copa Korac con el Limoges en la temporada 1999-00.
- Campeón de la Copa de Turquía con el Efes Pilsen en la temporada 2001-2002.
- Campeón de la Copa del Presidente de Turquía con el Efes Pilsen en la temporada 2001-2002.
- Campeón de la Liga de Turquía con el Efes Pilsen en las temporadas 2001-2002 y 2002-2003.
- Campeón de la Copa de Turquía con el Efes Pilsen en la temporada 2001-2002.
- Campeón de la Liga de Rusia con el CSKA en las temporadas 2003-2004 y 2004-2005.
- Campeón de la Copa de Rusia con el CSKA en la temporada 2004-2005.
- Campeón de la Liga ACB con el Unicaja de Málaga en la temporada 2005-06.
- Tercer clasificado en la Euroliga 2006-07 con Unicaja de Málaga.

## Estadísticas de su carrera en la NBA

### Temporada regular
| Año     | Equipo   | PJ | PT | MPP | %TC  | %3P  | %TL   | RPP | APP | ROB | TPP | PPP |
| ------- | -------- | -- | -- | --- | ---- | ---- | ----- | --- | --- | --- | --- | --- |
| 1996–97 | Portland | 21 | 0  | 8.8 | .400 | .406 | .684  | .7  | 1.0 | .4  | .1  | 3.9 |
| 1999–00 | Detroit  | 6  | 0  | 7.5 | .286 | .000 | 1.000 | 1.2 | .5  | .0  | .0  | 1.7 |
| Total   | Total    | 27 | 0  | 8.5 | .381 | .333 | .714  | .8  | .9  | .3  | .0  | 3.4 |